# Partido Novo Afeganistão
O partido Novo Afeganistão é um partido político afegão fundado em 2004 e liderado por Yunus Qanuni após sua saída do Movimento Nacional do Afeganistão.